# Atlético Pantoja
Atlético Pantoja – dominikański klub piłkarski, mający siedzibę w stolicy kraju Santo Domingo.

## Historia
Chronologia nazw:
- 2000: Deportivo Pantoja
- 2015: Atlético Pantoja

Klub piłkarski Deportivo Pantoja został założony w popularnej dzielnicy Pantoja w mieście Santo Domingo 17 października 2000 roku. W sezonie 2000/01 startował w rozgrywkach Primera División i jako beniaminek zdobył swój pierwszy tytuł mistrzowski. W 2015 przyjął obecną nazwę Atlético Pantoja.

## Sukcesy

### Trofea krajowe
| \| \| Zdobyte trofea w rozgrywkach Dominikany (stan na: 31-12-2017) \| |                                                               |      |                                                |
| Rozgrywki                                                              | Osiągnięcie                                                   | Razy | Sezon(y)                                       |
| Mistrzostwo                                                            | I miejsce                                                     | 6    | 2000/01, 2002/03, 2004/05, 2009, 2011/12, 2015 |
| Mistrzostwo                                                            | II miejsce                                                    | 1    | 2017                                           |
| Mistrzostwo                                                            | III miejsce                                                   | 1    | 2016                                           |
| Puchar                                                                 | zdobywca                                                      | 0    |                                                |
| Puchar                                                                 | finalista                                                     | 0    |                                                |
| Puchar                                                                 | ćwierćfinalista                                               | 1    | 2016                                           |
| Dominikana                                                             | Zdobyte trofea w rozgrywkach Dominikany (stan na: 31-12-2017) |      |                                                |

## Występy w rozgrywkachCONCACAF
- CFU Club Championship: 1 występ

2016 - pierwsza runda (grupa 4 - 2.miejsce)
Atlético Pantoja –  S.V. Notch 3-0
Atlético Pantoja –  América des Cayes 1-0
Atlético Pantoja –  Arnett Gardens F.C. 0-1

## Stadion
Klub rozgrywa swoje mecze domowe na stadionie Estadio Olímpico Félix Sánchez w Santo Domingo, który może pomieścić 27,000 widzów.

## Trenerzy
- 2000–2014:  Adalberto Herasme
- 2015–2016:  Orlando Capellino
- 2017–...:  Lenin Bastidas